# Scoglio d'Africa
Le Scoglio d'Africa, aussi appelé Scoglio d'Affrica, Africhella ou Formica di Montecristo, est un petit îlot de l'archipel toscan situé en pleine mer dans les eaux entre la mer Tyrrhénienne et le canal de Corse.
Sa dénomination, faisant référence au continent africain, indique la position extrêmement méridionale par rapport aux autres îles de l'archipel toscan.
Sur sa plate-forme est construit le phare de Scoglio d'Africa, aujourd'hui désaffecté, auquel s'est récemment joint un phare plus moderne.

## Historique
Son emplacement est à l'ouest de l' île de Montecristo, au sud de l'île de Pianosa et à l'est de la Corse. Formellement agrégée à la commune de Campo nell'Elba par décret royal en 1927 , aujourd'hui administrativement elle semble appartenir à la commune de Portoferraio , bien que dans certaines sources officielles de l'État, Campo nell'Elba continue d'être mentionné comme la municipalité à laquelle l'îlot appartient et dans le Journal officiel  il n'y a aucune information concernant le transfert du territoire.
En raison de sa taille et de sa conformation, il peut être considéré comme un affleurement rocheux dans une étendue de mer aux eaux moins profondes, appartenant géologiquement à une dorsale marine qui, vers le nord, a également pris naissance dans ses affleurements superficiels l'île de Pianosa et l'île de Capraia .
Le 16 mars 2017, une émission de méthane sous forme de colonnes d'eau jusqu'à quelques mètres au-dessus du niveau de la mer s'est produite, les investigations menées par l'INGV ont indiqué l'activité d'un volcan de boue comme cause .

## Faune et flore
Les récifs entourant ce rocher sont d'une grande importance naturaliste ; la partie émergée ne présente pas d'éléments de flore vasculaire, ni d'espèces animales terrestres, à l'exception de très peu d'invertébrés et parfois d'oiseaux migrateurs.
Le fond marin autour de la roche est composé de deux types de biocénoses ; le premier est formé d'algues, dectoprocta et de polychaeta qui forment une structure riche en cavités ; la seconde est formée par des prairies de posidonie.

### Sources de traduction
- (it) Cet article est partiellement ou en totalité issu de l’article de Wikipédia en italien intitulé « Scoglio d'Africa » (voir la liste des auteurs).